# Right Here (Departed)
Right Here (Departed) ist ein R&B-Song der US-amerikanischen Sängerin Brandy. Die von unter anderem Rodney Jerkins geschriebene und produzierte Mid-Tempo-Nummer wurde 2008 als erste Single aus dem Studioalbum Human ausgekoppelt.

## Hintergrund
Die Leadsingle Right Here (Departed) wurde erst spät in der Produktionsphase von Human aufgenommen. Anfang Juni 2008 feierten Rodney Jerkins und Brandy eine musikalische Wiedervereinigung, denn sie und ihr Langzeitmentor Jerkins hatten seit sieben Jahren nicht mehr gemeinsam aufgenommen. Geschrieben haben den Song die Mitglieder des Writing Camps Evan „Kidd“ Bogart, Victoria Horn, Erika Nuri und David Quiñones. Der Song handelt von den „Gesprächen einer Frau über die gegenseitige Unterstützung zwischen geliebten Menschen“.

## Veröffentlichung
Im Herbst 2008 begann die Veröffentlichung des Songs in den Vereinigten Staaten und in Kanada, im Januar 2009 folgte ein Release in französischsprachigen Staaten wie der frankophonen Schweiz, Belgien und Frankreich. Im März 2009 folgte schließlich die Veröffentlichung in Skandinavien und im deutschsprachigen Raum.
Die offizielle Weltpremiere hatte der Songs am 13. August auf Brandys offizieller Website. Am 25. August wurde der Titel erstmals von den US-amerikanischen R&B-Radio-Stationen gespielt. Am 23. September folgte die Premiere im Mainstream-Radio. Als physische CD war Right Here (Departed) in den USA nicht erhältlich.
Brandys erste Single seit vier Jahren stieg am 27. September 2008 auf Nummer 83 der US-amerikanischen Billboard Hot 100 ein und war somit der vierthöchste Neueinstieg Obwohl das Lied in der folgenden Woche vier Ränge verlor, stieg der Titel langsam bis auf die letztliche Höchstposition 34. Auch in Billboards Genre-Charts gelang es dem Titel, sich zu positionieren, so erreichte die Single Platz 1 der US-amerikanischen Dance-Charts und jeweils Platz 22 der Hot R&B/Hip-Hop-Liste und der Pop 100-Liste. In Kanada wurde der Song mit Platz 39 zu Brandys höchstplatzierten Single seit What about Us? aus dem Jahre 2002.
Im deutschsprachigen Raum war erst eine Veröffentlichung, samt Werbe-Kampagne, für den 12. September angesetzt. Jedoch folgte nur eine Download-Veröffentlichung am selben Datum. Obwohl der Song sich in Österreich sowie Deutschland in den Top 100 der nationalen Downloadcharts von Anbietern wie Amazon, iTunes oder musicload aufhielt, war ein Charteinstieg aufgrund der Chart-Regularien nicht gelungen. Währenddessen gelang es jedoch dem Titel am 7. Dezember 2008 in der Schweiz allein durch Downloads bis auf Platz 54 der Singles-Charts vorzudringen. Als der Song – ausgelöst durch die kurzfristig abgesagte Veröffentlichung im deutschen Raum – wieder begann, sich aus den Charts zu bewegen, kletterte das Lied Ende Januar wieder auf Position 58 der Schweizer Charts. Zur selben Zeit erreichte die Single im Schweizer Nachbarstaat Frankreich die Top Ten. Am 20. März 2009 wurde die Single dann in Deutschland und Österreich veröffentlicht, samt Musikvideo-Premiere bei deutschsprachigen Musiksendern wie MTV oder VIVA und zwei physischen CD-Formaten: eine Maxi-Single und eine 2-Track-Single. Dort erreichte die Single Platz 39 bzw. Platz 27.

## Rezeption
Mikael Wood von Los Angeles Times nennt den Track als einen der Höhepunkte auf dem Album, da Produzent Jerkins hier die „Introspektive herunterschraube und dafür den Groove-Faktor erhöhe.“

## Charts
| Chart (2008–2009)      | Höchst- position |
| ---------------------- | ---------------- |
| Österreich             | 27               |
| Deutschland            | 39               |
| Schweiz                | 54               |
| U.S. Billboard Hot 100 | 34               |